# آرینج
آرینج (به ارمنی: Առինջ) یک روستایی بزرگ در ارمنستان است که در استان کوتایک واقع شده‌است.  در  کیلومتری شمال 	هرازدان، مرکز استان کوتایک واقع شده است.

## خصوصیات
آرینج ۸٫۴۵ کیلومترمربع مساحت و ۶٬۲۲۰ نفر جمعیت دارد و ۱٬۳۰۰ متر بالاتر از سطح دریا واقع شده‌است.

## جاذبه‌های تاریخی

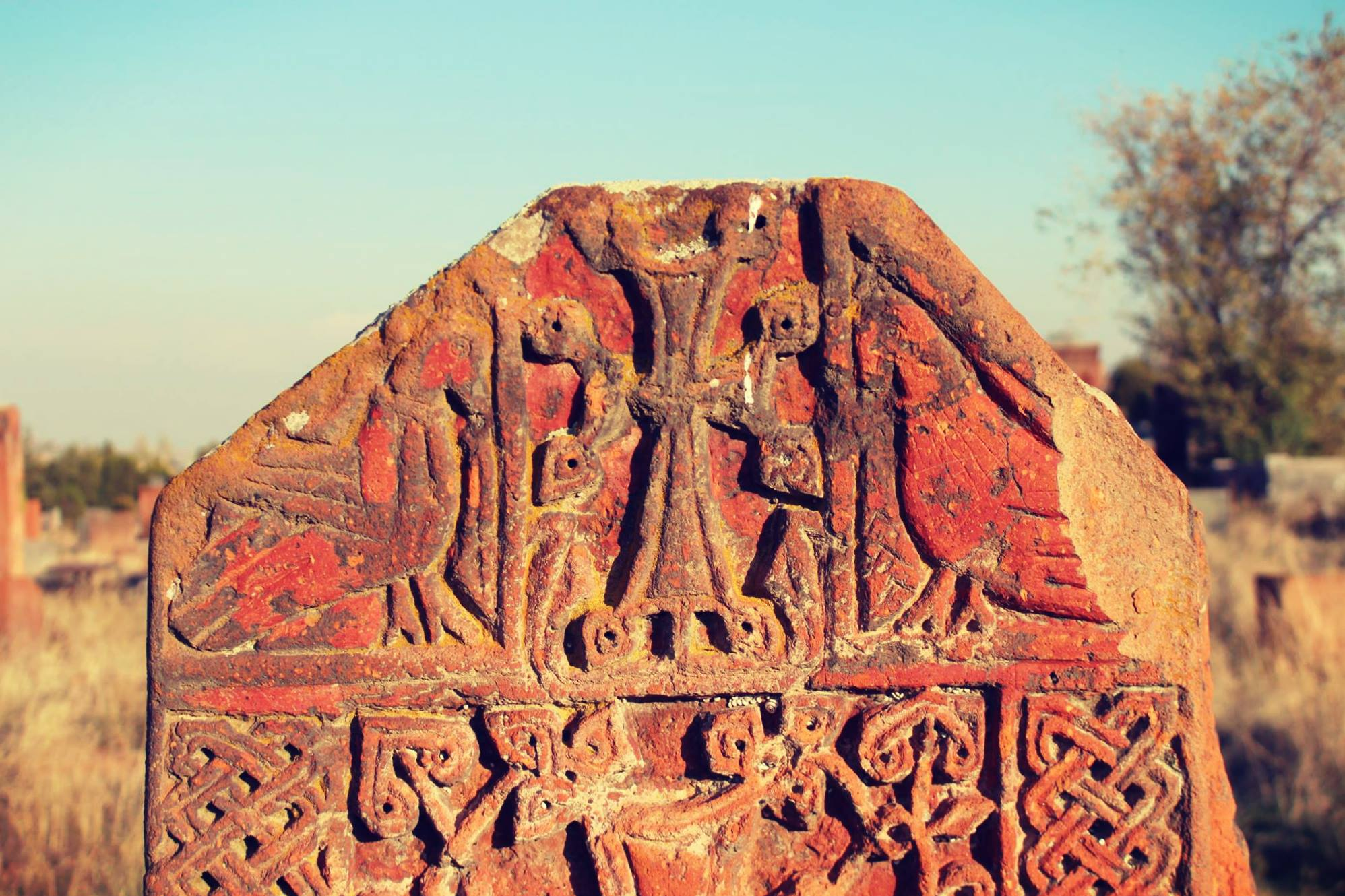
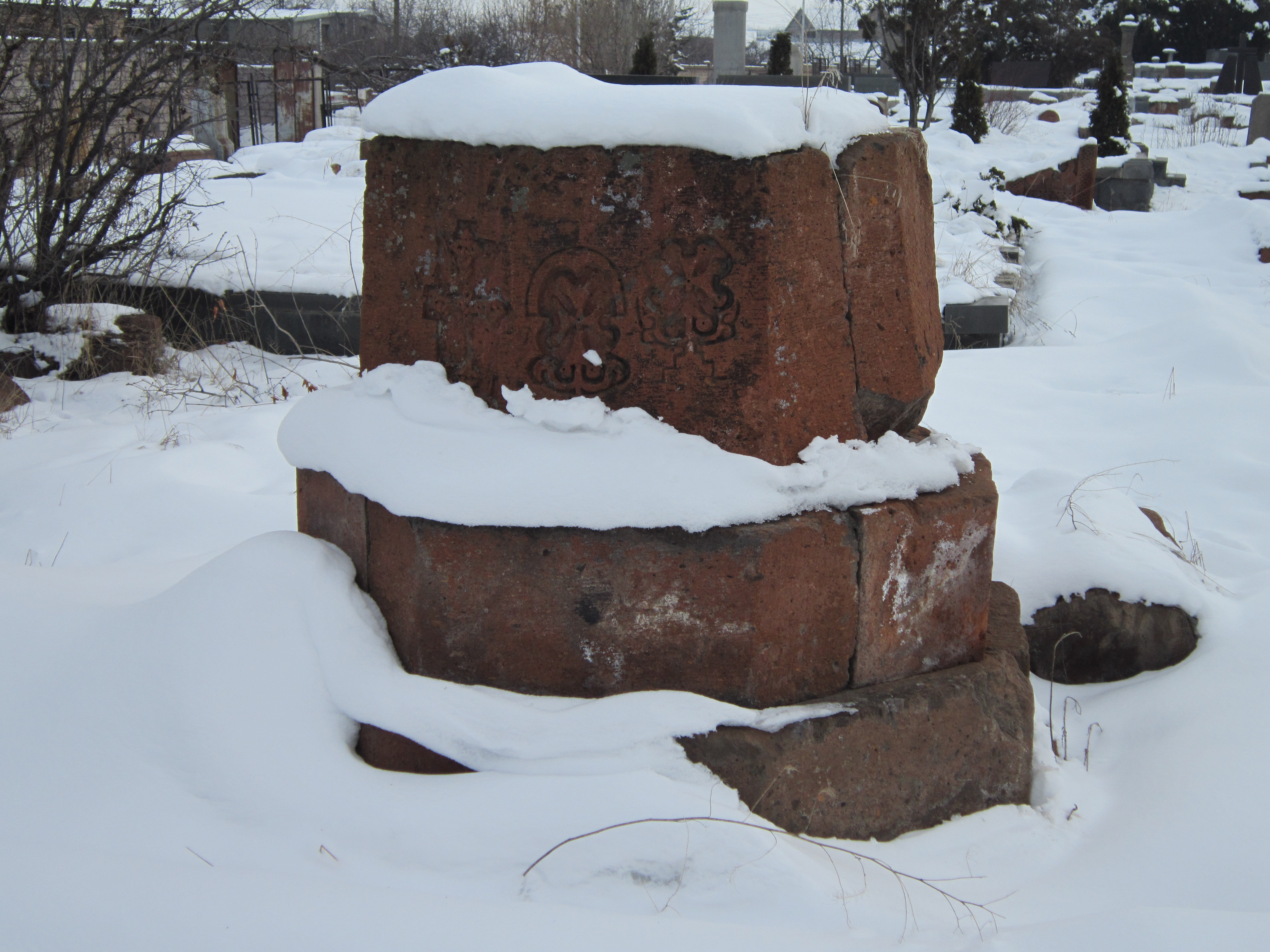
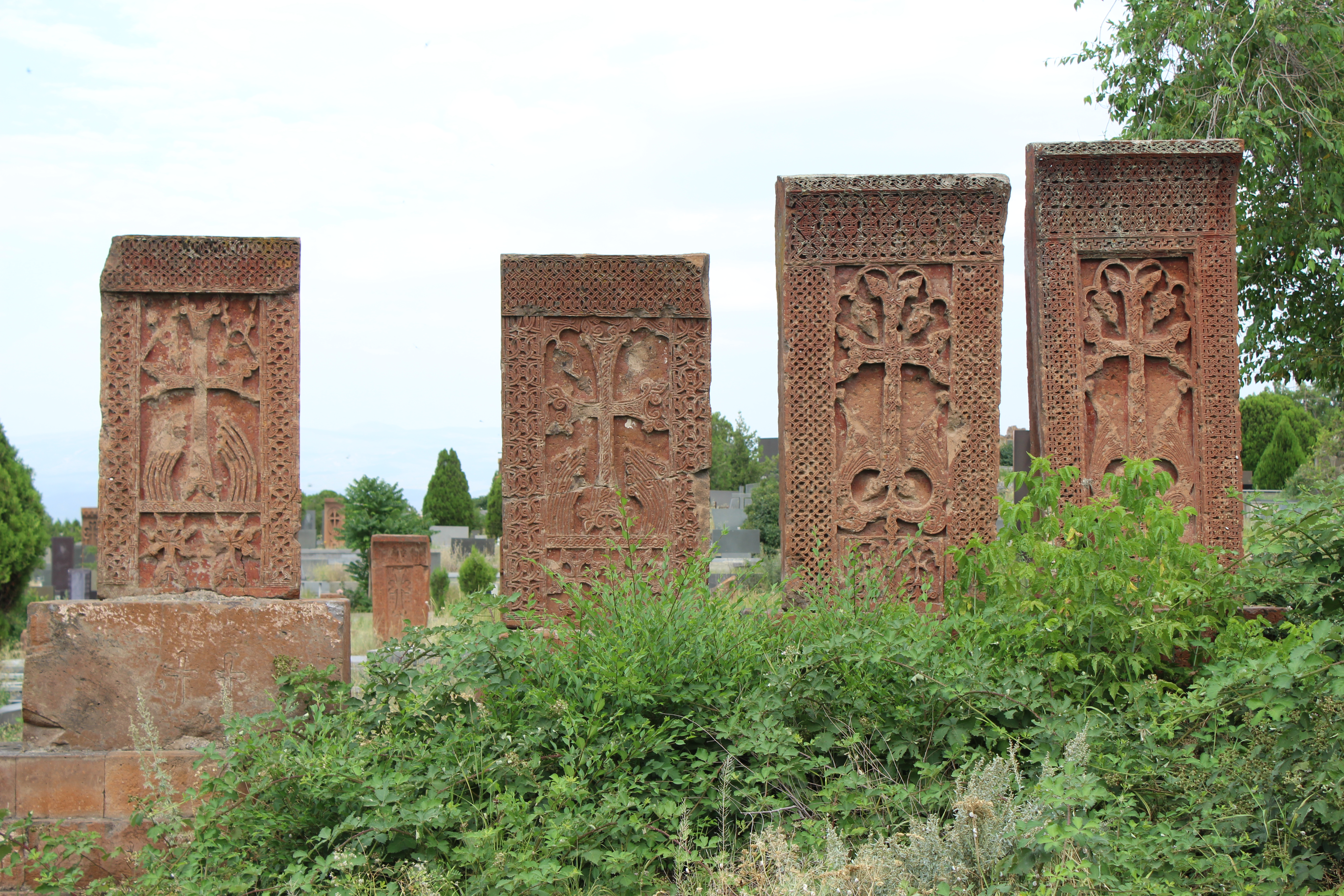
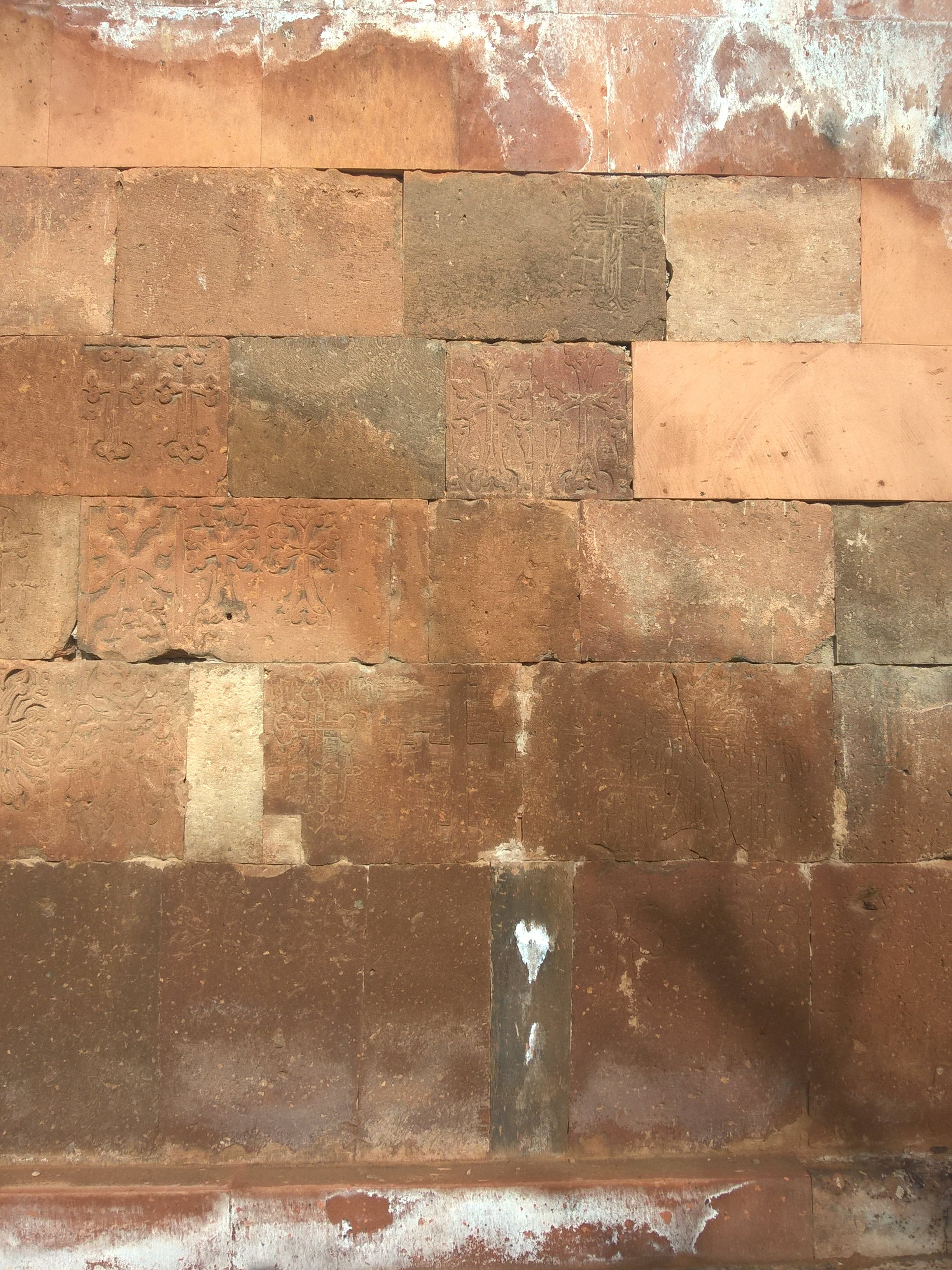
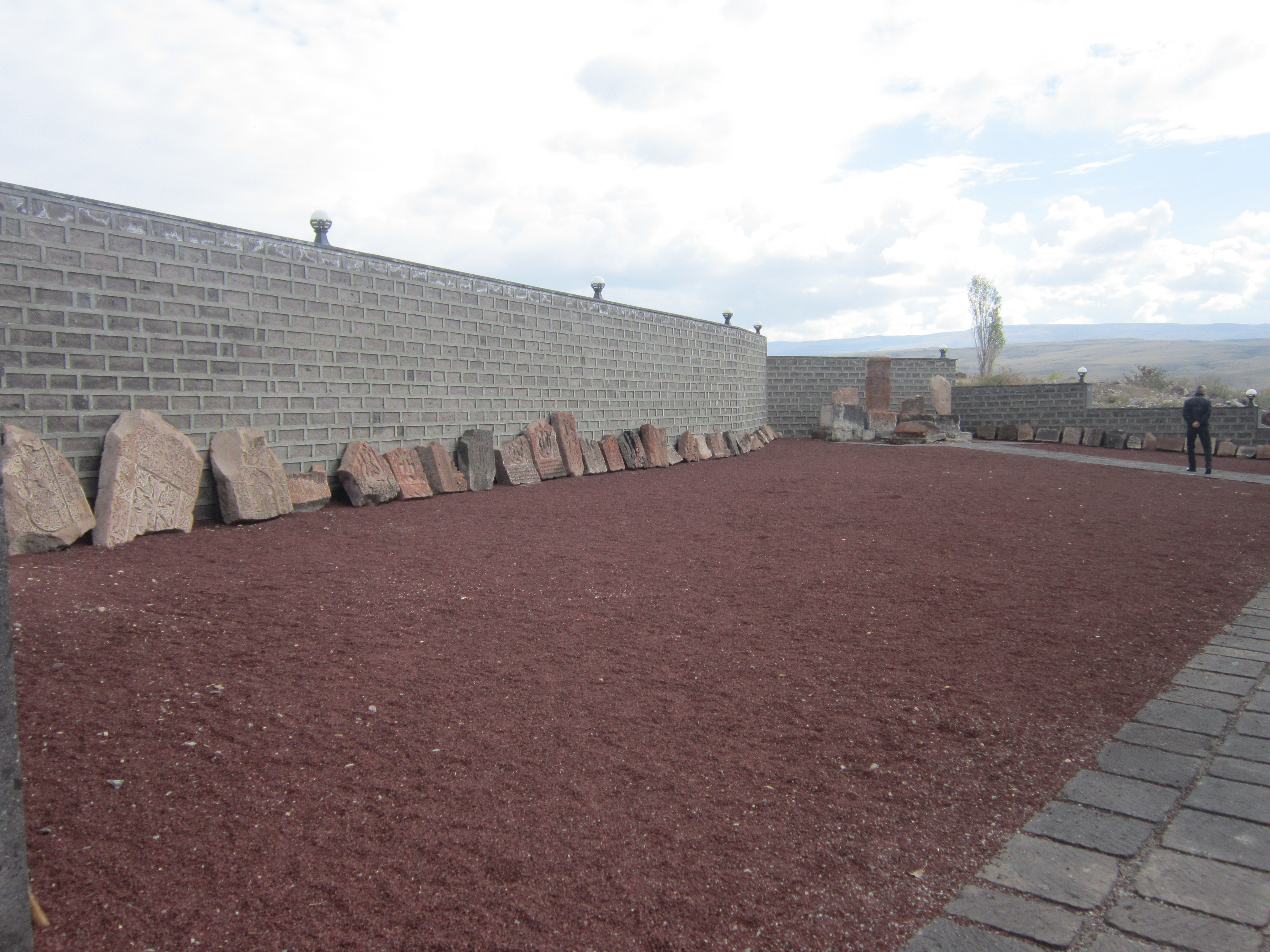